# Welly
A Welly Die Casting Factory Limited egy hongkongi játékgyártó társaság, mely 1979 óta gyárt autómodelleket. A '90-es évektől szinte a ma is ismert alap méreteket, mint például: az 1:24 és 1:18-ast is elindította. Mára már az összes szabvány méretarányban (EU, USA stb.) is készít, 1:18, 1:24, 1:32, 1:38, 1:43, 1:60 valamint az 1:87 (matchbox méret). A gyár több mint 3000 embert foglalkoztat Kínában, ahol a minőségi modellek készülnek és mint meg annyi más a világon.
A távirányítású modelleket leszámítva, anyaguk külsőleg fémből van, az utas és motortér pedig minőségi (hőkezelt) műanyagból készül. Több mint 40 autógyárral állnak szerződésben, ezenkívül rengeteg motor, kerékpár modelleket is készítenek, 1:12 -es sport és 1:32- es méretarányú kamionokat (pótkocsikkal együtt) is gyártanak az RC (Radio Control) vagy más néven távirányítású kategóriában.